# Повість про те, як посварився Іван Іванович з Іваном Никифоровичем
«Повість про те, як посварився Іван Іванович з Іваном Никифоровичем» (рос. Повесть о том, как поссорился Иван Иванович с Иваном Никифоровичем) — повість Миколи Гоголя, уперше опублікована в альманасі Олександра Смирдіна «Новосілля» 1834 року. В 1835 включена в збірку «Миргород»
Твір розповідає про те, як двоє найкращих друзів у Миргороді посварилися через рушницю.

## Історія створення
Повість була написана в 1833 році, і вперше опублікована 1834, а наступного року включена в збірку «Миргород». Основою для написання стала повість земляка Гоголя Василя Наріжного «Два Івани, або Пристрасть до позовів», а також враження Миколи Гоголя від подорожі в Україну 1832 року.

## Персонажі

### Головні
- Іван Іванович Перерепенко — поміщик
- Іван Никифорович Довгочхун — поміщик

### Другорядні
- Гапка — ключниця Івана Івановича
- Горпина — кріпачка Івана Никифоровича
- Дем'ян Дем'янович — суддя повітового суду
- Тарас Тихонович — секретар в суді
- Оришка — служанка в суді
- Агафія Федосіївна — подруга Івана Никифоровича яку він покірно слухає
- Петро Федорович — городничий, учасник бойових дій, служив 1801 та 1807 року. Ліва нога у нього прострелена.
- Агафіїна Трохимівна — дружина городничого
- Антон Прокопович Пупоуз (Голопузя) — друг судді, гість городничого, збіднілий поміщик
- Іван Іванович (інший) — кривий на одне око, гість городничого
- Дорош Тарас Пухивочка — комісар Полтавський
- Отець Петро — протопіп, що живе в Коліберді
- Козак Бокитько
- Іван Онисович Перерепенко — батько Івана Івановича
- Сестра Івана Івановича

## Сюжет

### Розділ I. Іван Іванович та Іван Никифорович
Автор знайомить читачів з головними героями та розповідає які вони чудові друзі, хоч і зовсім різні:
| Іван Іванович | Іван Никифорович                          |
| --- | ----------------------------------------- |
| Вміє гарно та приємно говорити | Воліє більше мовчати                      |
| Худий та високий | Нижчий й товстий                          |
| Голова схожа на редьку хвостом донизу | Голова схожа на редьку хвостом доверху    |
| Відпочиває після обіду, а в вечері йде кудись | Відпочиває увесь день та нікуди не ходить |
| Ніколи не говорить лайливих слів | Не звертає увагу на це                    |
| Бриє бороду двічі на тиждень | Бриє бороду раз на тиждень                |
| Очі тютюнного кольору | Очі жовті                                 |
| Коли почастує вас тютюном, то завжди говорить: «чи дозволите прохати, добродію, вашої ласки?» | Просто скаже: «пригощайтеся»              |
| Як Іван Іванович, так і Іван Никифорович дуже не люблять бліх; Через те ні Іван Іванович, ні Іван Никифорович ніколи не проминуть єврея з крамом, щоб не купити в нього еліксиру в усяких слоїчках проти цих комах. |                                           |

### Розділ II. З якого можна дізнатися, чого захотілось Іванові Івановичу, про що велася розмова між Іваном Івановичем та Іваном Никифоровичем і чим вона скінчилась

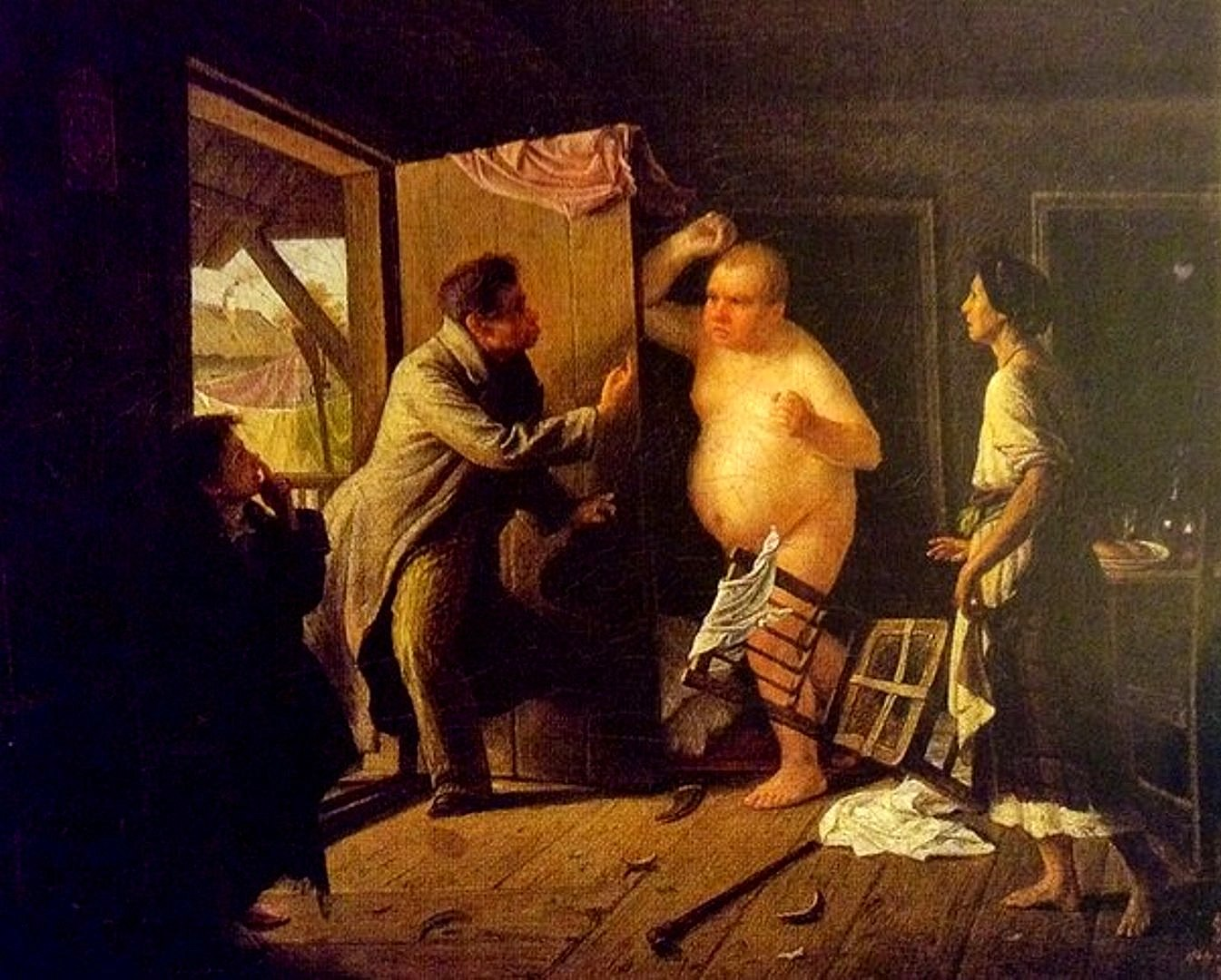
Картина російського художника Сергія Грибкова «Сварка Івана Івановича з Іваном Никифоровичем»

7 липня 1810 року Іван Іванович відпочивав в себе у дворі, тішачись своїм багатством. Він помітив як за парканом кріпачка Івана Никифоровича виносила з комори різні речі. Серед них він помітив рушницю, і захотів її собі. Іван Іванович одягнувся та прийшов до Івана Никифоровича. Він запропонував йому буру свиню в обмін на рушницю. Той відмовився. Тоді Іван Іванович до своєї пропозиції додав ще 2 мішки вівса, але власник рушниці знову відмовився. Після довгих вмовлянь і відмов Іван Никифорович випадково назвав Івана Івановича гусаком. Це його дуже образило, але Іван Никифорович не визнав, що він його образив. Іван Іванович повернувся до дому.

### Розділ III. Що відбулося після сварки Івана Івановича з Іваном Никифоровичем?
Іван Іванович дуже засмутився через сварку. А до Івана Никифоровича приїхала Агафія Федосіївна, яка весь час настроювала Івана Никифоровича проти Івана Івановича, а той її покірно слухав. Через деякий час за одну добу Іван Никифорович побудував на межі їхніх дворів амбар. Це дуже не сподобалося Івану Івановичу й мало провокативний характер. Вночі Іван Іванович взяв пилку й зайшов на подвір'я Івана Никифоровича, щоб спиляти 4 підпори, на яких стоїть той амбар. Собаки Івана Никифоровича на нього не гавкали, бо добре його знали і вважали за приятеля. Іван Іванович у великому страху бути пійманим спиляв 2 підпори, а коли взявся за третю, амбар завалився з шумом. Іван Іванович взяв пилку та швидко втік до дому, коли він уже був вдома, то зразу заліз на ліжко.
Наступного дня він весь час боявся, що Іван Никифорович спалить йому дім, і подасть в суд на нього як помсту за амбар, Іван Іванович навіть наказав ключниці Гапці ходити перевіряти чи не лежить де під будинком сіно. Через деякий час він вирішив не чекати Івана Никифоровича і сам пішов до суду.

### Розділ IV. Про те, що сталося в Миргородському повітовому суді
Іван Іванович прийшов в суд зі своїм позовом. Суддя і всі здивувалися, що Іван Іванович посварився з Іваном Никифоровичем, та відмовляли його подавати свою скаргу, але той стояв на своєму. І секретарю Тарасу Тихоновичу довелося зачитати, що "непристойний і неподобний дворянин" Іван Никифорович образив Івана Івановича, назвавши гусаком; а потім зумисне звів на межі їхніх ділянок хлів, щоб посилити образу. Іван Іванович вимагав, щоб Івана Никифоровича кинули до в'язниці та стягнули штраф.
Потім Іван Іванович пішов, але в суд прийшов Іван Никифорович. Він спочатку не зміг зайти в суд, бо застряг у дверях, суддя і всі присутні ледь змогли випхати його, після чого відкрили іншу половину дверей яка до цього була закрита. Тоді Іван Никифорович зміг пройти в середину, проте ледве говорив, бо не звик так далеко ходити. Він віддав скаргу, з якої секретар зачитав звинувачення, що Іван Іванович зруйнував хлів (при цьому Іван Никифорович вигадав нові деталі), і давно хотів його вбити, для чого нібито і хотів рушницю. Іван Никифорович додав, що сестра Івана Івановича повія, а батьки "були пребеззаконні люди й обоє були страшенні п'яниці". Він вимагав, щоб суперника відправили в Сибір на каторгу, позбавили дворянства та змусили сплатити штраф.
Суддя запропонував Івану Никифоровичу чашечку чаю, проте той з переляку, що зайшов так далеко від дому, відмовився і пішов. Увечері, коли вже суддя зачиняв суд, всередину забігла бура свиня Івана Івановича і забрала зі столу скаргу Івана Никифоровича, яку ще не встигли переписати і вона була в одному екземплярі. Всі присутні довго шукали в цьому якийсь загадковий сенс.

### Розділ V в якому описано нараду між двома почесними в Миргороді особами
В обід до Івана Івановича прийшов городничий. Іван Іванович здивувався чому це він до нього завітав. Городничий попросив Івана Івановича помиритися зі своїм давнім другом, але той навідріз відмовився. Також городничий поскаржився на буру свиню Івана Івановича і попросив кинути її до в'язниці теж. Але Іван Іванович відмовився. В кінці вони дійшли згоди, що коли Іван Іванович буде колоти свиню, то пришле городничому кров'янки.

### Розділ VI з якого читач легко може довідатися про все те, що в ньому міститься
Хоч як старалися в суді приховати справу, а вже наступного дня весь Миргород дізнався, що свиня Івана Івановича потягла скаргу Івана Никифоровича. Сам городничий перший, забувшись, проговорився про це. Коли Іванові Никифоровичу розповіли про подію, він нічого не сказав, спитав тільки: «чи не бура?». Але Агафія Федосіївна умовила скласти нову скаргу. Тим часом городничий упоряджав асамблею. Там були присутні Тарас Тарасович, Євпл Акинфович, Євтихій Євтихійович, Іван Іванович (інший), Сава Гаврилович, наш Іван Іванович, Олефір Олефірович, Макар Назарович, Хома Григорович та інші. Коли кривий Іван Іванович дізнався про сварку, то він запропонував помирити старих друзів. Поки Іван Іванович був у сусідній кімнаті, всі вирішили послати когось по Івана Никифоровича, щоб друзі помирилися. По Івана Никифоровича пішов Антон Прокопович Голопузя.

### Розділ VII і останній
Коли Антон Прокопович прийшов до Івана Никифоровича, то клявся йому, що на заході немає його суперника. І Іван Никифорович таки погодився прийти. Спочатку коли Антон Голопузя зайшов в кімнату, то він сказав, що Іван Никифорович не прийде, і всі почали його закидувати доганами. А коли в кімнату зайшов Іван Никифорович, то всі здивувалися, а Антон Прокопович розсміявся. Івана Івановича в кімнаті тієї миті не було. Оговтавшись від подиву, вся громада зацікавилася здоров'ям Івана Никифоровича та виявила задоволення, що він роздався в широчінь. Всі сіли за стіл. Іван Іванович вибирав тоненькі кісточки як побачив, що навпроти нього сидить Іван Никифорович. В той же самий час глянув і Іван Никифорович. Присутні поніміли від очікування й не відводили очей від колишніх приятелів. Нарешті Іван Іванович вийняв хусточку до носа й почав сякатися; а Іван Никифорович оглянувся навколо себе й задумав утекти. Городничий негайно помітив намір і наказав зачинити двері. Тоді обидва приятелі почали їсти і вже ні разу не глянули один на одного. Щойно скінчився обід, обидва колишні приятелі посхоплювалися з місць. Тоді городничий моргнув, а одноокий Іван Іванович став за спиною в Івана Никифоровича, а городничий зайшов за спину Іванові Івановичу, і обидва почали підштовхувати їх ззаду, щоб зіпхнути їх докупи і не випускати до того часу, поки не подадуть руки одне одному. Дарма, що обидва приятелі дуже опиралися, одначе їх таки зіштовхнули. Всі присутні в них запитали через що ті посварилися. Обоє відповідали, що ні в чому не винні. Іван Іванович сказав, що його Іван Никифорович образив непристойним словом, яке він не хоче згадувати. Обоє були готові пробачити все одне одному, але Іван Никифорович сказав «ви образились за чорт знає що таке: за те, що я назвав вас гусаком…». Це знову образило Івана Івановича, він розгнівався і вибіг оскаженілий. Цілий місяць нічого не було чути про Івана Івановича. Він замкнувся у себе в домі.
Іван Іванович дав хабар в суд і справу було перенесено до палати. Але її розгляд перенесли на іншу дату. І так справа переносилася наступні роки. Вже помер і кривий Іван Іванович, суддя Дем'ян Дем'янович, автор говорить що він проїжджав одного разу через містечко, і ледь впізнав сивого Івана Івановича та посивілого Івана Никифоровича, які все ще судилися.

## Екранізації
- 1941 — Як посварився Іван Іванович з Іваном Никифоровичем ( СРСР)
- 1959 — Як посварився Іван Іванович з Іваном Никифоровичем ( УРСР)
- 1983 — Миргород та його мешканці ( УРСР) (Фільм за мотивами оригінальної повісті, тут об'єднано повісті: «Старосвітські поміщики», «Іван Федорович Шпонька і його тітонька» та «Повість про те, як посварився Іван Іванович з Іваном Никифоровичем»)
- 2008 — Марево ( Росія) (Фільм за мотивами оригінальної повісті, тут об'єднано повість «Старосвітські поміщики» та «Повість про те, як посварився Іван Іванович з Іваном Никифоровичем»)

## Цікаві факти
- Українською за перекладом Максима Рильського твір опубліковано у виданні «Книгоспілка» (Харків — Київ) 1930 року та перевидано там же 1934[3].
- При першій публікації повісті в альманасі Олександра Смирдіна «Новосілля» 1834 року твір мав підзаголовок «Одна з невиданих повістей пасічника Рудого Панька»
- Часто люди переінакшують назву твору: замість «Повість про те, як посварився Іван Іванович з Іваном Никифоровичем» вживають «Як посварився Іван Іванович з Іваном Никифоровичем», або замінюють «Посварився» на «Посварилися», що заперечує задумку автора.